# استر آنیل
استر آنیل (زاده ۲۷ اوت 2001) یک هنرپیشه هندی است که عمدتاً در فیلم‌های مالایایی زبان کار می‌کند. او کار خود را به عنوان یک کودک هنرمند در فیلم نالاوان در سال ۲۰۱۰ آغاز کرد. آنیل برای بازی در نقش آنومول جورج (آنو) در فیلم درام - هیجانی دید ظاهری در سال ۲۰۱۳ شناخته شده‌است.
او سابقهٔ بازی در فیلمهای دریشیم، کوکتل، دکتر عشق، قطار زیر زمینی و … را دارد.

## فیلم‌شناسی

### فیلم
| سال  | فیلم                              | نقش                | زبان     |
| ---- | --------------------------------- | ------------------ | -------- |
| ۲۰۱۰ | نالاوان                           | مالی               | مالایایی |
| ۲۰۱۰ | اورو نعل واروم                    | دختر نانداکومار    | مالایایی |
| ۲۰۱۰ | ساکودومبام شیامالا                | شیامالای جوان      | مالایایی |
| ۲۰۱۰ | کوکتل                             |                    | مالایایی |
| ۲۰۱۱ | دکتر عشق                          | ایبین جوان         | مالایایی |
| ۲۰۱۱ | قطار زیر زمینی                    |                    | مالایایی |
| ۲۰۱۱ | ویولن                             | فرشته جوان         | مالایایی |
| ۲۰۱۲ | Mullassery Madavan Kutty Nemom PO | Devu               | مالایایی |
| ۲۰۱۲ | مالو سینگ                         | نیتیای جوان        | مالایایی |
| ۲۰۱۲ | Njanum Ente Familiyum             | گوری               | مالایایی |
| ۲۰۱۲ | Bhoomiude Avakashikal             |                    | مالایایی |
| ۲۰۱۳ | کونجانانتانته کادا                | آنو کونجانانتان    | مالایایی |
| ۲۰۱۳ | باشگاه آگوست                      |                    | مالایایی |
| ۲۰۱۳ | Omega.exe                         |                    | مالایایی |
| ۲۰۱۳ | دریشیم                            | آنومول "آنو" جورج  | مالایایی |
| ۲۰۱۴ | دروشیام                           | آنو                | تلوگو    |
| ۲۰۱۵ | پاپاناسم                          | مینا سویامبولینگام | تامیل    |
| ۲۰۱۵ | مایاپوری ۳ بعدی                   |                    | مالایایی |
| ۲۰۱۷ | جوزا                              | جوزا               | مالایایی |
| ۲۰۱۹ | آقای و خانم راودی                 | آنو                | مالایایی |
| ۲۰۱۹ | اولو                              | اولو               | مالایایی |
| ۲۰۲۰ | جوهار                             | جیوتی              | تلوگو    |
| ۲۰۲۱ | ظاهر فریبنده ۲                    | آنومول "آنو" جورج  | مالایایی |
| ۲۰۲۱ | دروشیام ۲                         | آنو                | تلوگو    |
| ۲۰۲۲ | جک و جیل                          | آراتی              | مالایایی |
| ۲۰۲۳ | حکم قربانی Vindhya V3             | ویجی               | تامیل    |

### سریال‌های تلویزیونی
| سال  | برنامه       | نقش    |        |
| ---- | ------------ | ------ | ------ |
| ۲۰۱۸ | خواننده برتر | میزبان | [ ۱۴ ] |

## جوایز
| سال  | مراسم                          | دسته‌بندی           | فیلم     | نتیجه  |        |
| ---- | ------------------------------ | ------------------ | -------- | ------ | ------ |
| ۲۰۱۵ | جوایز فیلم سانتوشام            | بهترین بازیگر کودک |          | [ ۱۵ ] |        |
| ۲۰۱۶ | جوایز انجمن منتقدان فیلم کرالا | بهترین هنرمند کودک | پاپاناسم | برنده  | [ ۱۶ ] |